# 陳同佳送台案
陳同佳送台案是2018年2月發生的潘曉穎命案後續，香港政府遵照中共中央紀委的倡議，提出修訂逃犯條例將中國大陸、台灣及澳門納入移交逃犯的目的地。但在2019年年中引發大規模抗議，香港行政長官林鄭月娥於同年6月15日宣布暫緩修訂逃犯條例。在徵得中國共產黨總書記習近平批准後，由香港保安局局長李家超於10月23日正式撤回。涉案的殺人嫌犯陳同佳，因為洗黑錢罪在香港高等法院被判處入獄29個月。於2019年10月23日刑滿出獄前，陳同佳表示有意在身兼北京市政協委員的香港聖公會教省秘書長管浩鳴的陪同下前往台灣「自首」，但此事引起台港政府間角力及在兩地引發爭議。
2020年2月6日，香港聖公會教省秘書長管浩鳴表示陳同佳赴台需待2019冠狀病毒病疫情紓緩再做考慮。時至今日，香港特區政府已多次宣稱殺人疑犯陳同佳是「自由人」，而中華民國政府則認為必須通過司法互助處理此案，不容許被懷疑犯下殺人罪的陳同佳以「自由行」旅客身份入境台灣，認為陳同佳必須在戒護下到台灣投案，並要求香港當局提供陳同佳在香港的證詞及證物以便查明案件的真相。

## 背景
命案受害者潘曉穎與疑犯陳同佳均為香港居民，兩人以情侶關係在2018年2月8日赴臺旅遊，同月13日入住臺北紫園旅店。潘曉穎在同月17日於旅館客房與其男友陳同佳爭執遇害，翌日遭棄屍在臺北捷運竹圍站外公園的草叢，陳則於案發後潛逃返港。女方父母因女兒音訊全無向警方報案。香港警方經調查發現，陳同佳獨自從臺灣出境，潘曉穎則沒有離台紀錄，因而派員向陳了解。其間探員揭發他持有潘的提款卡，並在返港後多次用以提款，遂以涉嫌盜竊拘捕陳男帶回警署扣查。陳同佳於警誡下承認殺害潘曉穎並棄屍，進而揭發藏屍地點。香港警方因已知悉陳在臺灣牽涉一宗謀殺案，會以境外罪案方式跟進。隨後臺灣警方宣布尋回潘女遺體，並封鎖現場調查。
臺方先後於2018年3月、4月及7月，三度向港府提出司法互助请求，包括取證及臺港司法互助協議，希望港府遣送陳同佳到台灣受審，但三次請求都未獲港府回應。臺灣士林地方檢察署遂於12月3日對陳同佳發布時效長達37年6個月的通緝令。
陳同佳最後在香港被落案起訴兩項盜竊罪和一項處理贓物罪，其後獲改控四項處理犯罪得益罪（即俗稱「洗黑錢罪」）。高等法院判處陳入獄合共29個月，他隨後於2019年10月23日刑滿獲釋。

### 處理陳同佳案的不同方案
在2018年2月兇案被揭發後，對於怎樣追究陳同佳涉嫌殺人的罪責，除了香港特區政府主張的逃犯條例修訂草案之外，社會上亦曾提出不同的處理方案。
- 單次移交：由香港立法會通過法例就陳同佳案作一次性的移交[24]，列明陳同佳被移交到台灣後，該專屬法例便即時失效[25]。
- 港人港審：修訂法例，香港人涉及的刑事案件可由香港法院審理[26]，而香港法院可向另一個的地方的執法部門或司法機關提出請求索取證據[27]。
- 域外法權：通過修訂《侵害人身罪條例》，賦予香港法院有「域外法權」，可審理香港人在境外涉嫌謀殺、誤殺或意圖謀殺的案件[28]。香港曾於2003年修訂第200章《刑事罪行條例》第153條P款，犯罪者只要是香港居民、在香港成立或註冊的法人團體、或任何在香港有業務地點的法團或不屬法團的團體，條例都適用；因此香港法院可審理香港居民在香港以外地區所涉的兒童性罪行[29]。

不過以上方案，香港特區政府認為均不可行。政府認為「單次移交」不能徹底解決移交逃犯的問題，政府又拒絕在修訂逃犯條例中，列明被移交的人士有法律代表及家屬探望等保障。對於「港人港審」及「域外法權」兩方案，政府認為不可行的理據是香港普通法採用「屬地主義」；但因為香港特區政府過往在處理涉及中國內地的部分案件時，如德福花園五屍命案、張子強案和陸羽茶室槍殺案的主要案發地點都在香港，特區政府卻被指對上述案件未有堅持屬地主義要求內地移交逃犯到香港審訊，因此特區政府的解釋引來更大爭議和質疑。香港法律界列舉香港於2003年修訂第200章《刑事罪行條例》第153P，該條列明任何香港永久居民或常居於香港的人士對未滿16歲兒童干犯性罪行，即使在香港以外地方發生亦屬違法，香港司法機構及香港法院就該條例均以「屬人原則」不分地域辦理；於2006年鋼琴教師陸宗澧將一名14歲香港男童帶到位於廣州的酒店性侵；及於2008年香港社工李國華在雲南性侵兩名未滿16歲的女童；這兩名被告雖然都在中國內地犯案，但均被香港法院判決罪成及入獄，成為香港法院行使域外法權的案例；在2018年也有一名香港男子因為在2016年於泰國旅遊期間性侵未滿16歲的女親屬在返港後被香港法院判處入獄33個月。
香港保安局局長李家超於2019年4月3日向香港立法會提交逃犯條例修訂草案進行首讀，惟政府的逃犯條例修訂草案將中國內地、澳門及台灣都一併列入移交目的地而受到嚴重質疑，政府在大量市民參與6月9日大遊行後仍堅持要在6月12日進行二讀，導致條例二讀當日在香港立法會大樓一帶發生612警民衝突，雖然特首林鄭月娥在6月15日發表電視講話暫緩修例，但香港社會抗議持續，而該條例修訂草案最後於2019年10月23日被正式撤回，惟暫緩及撤回逃犯條例修訂草案後，香港政府未有就陳同佳所涉的命案提出處理方法。

### 陳同佳案涉及死刑問題
香港是《公民及政治權利國際公約》適用地區，《香港基本法》第39條也指香港於1997年7月主權移交後有關公約在香港繼續生效。香港在1993年已經廢除死刑，因此香港除得到確信的保證之外，否則不移交可能面臨死刑的人士到仍然執行死刑的地區。
香港保安局局長李家超在2019年5月7日重申香港政府會保證移交到其他地區受審的人士不會被判死刑，或被判死刑後不會確實執行，才會同意移交，強調相關原則屬國際做法。香港特區政府在2019年5月8日回應美中經濟暨安全檢討委員會對香港修訂逃犯條例發表的報告時，亦提到香港將維持「死刑不移交」。
中華民國內政部部長徐國勇在10月21日稱「港人殺港人，而且被告正在香港，香港為何不審判？」，徐還提到香港沒有死刑，但台灣有死刑，被告可以接受香港審判，卻要跑到有死刑的地方受審，這是「違反人性」。
陳同佳所涉命案在台灣可被控《中華民國刑法》第271條的殺人罪，刑罰是「處死刑、無期徒刑或十年以上有期徒刑」，亦即在台灣受審的陳同佳一旦罪名成立，將有可能被判死刑。勸說陳同佳到台灣「自首」的身兼北京市政協的香港聖公會管浩鳴牧師，雖然希望台灣當局不判陳同佳死刑，但台灣法務部曾透露，控方是不可能要求法庭免除陳同佳死刑。陳同佳即使到台灣主動投案，但因為陳已被通緝而不符合台灣法律有關自首的減刑條件。偵辦陳同佳案的士林地檢署透過發言人邱智宏表示，判刑是法官的權力，檢方未能承諾不判死，邱又指此案現時未完成偵查，法官亦尚未立案，所以「沒有承諾判不判死的」。

### 台港司法互助先例
此案在香港又稱「石棺案」，是一宗於2016年3月，在香港荃灣的一座工廠大廈單位內發生的兇殺案，死者被殺後再被水泥藏屍，而案中有四名疑犯涉嫌在香港殺人後潛逃往台灣。儘管台港之間沒有引渡協議，但台灣警方拘捕疑犯後，移民署依港澳關係條例註銷疑犯的出入境許可證，並以逾期滯台為理由將疑犯遣返。與香港當局會商後，台灣警方於同年4月12日把疑犯押送到桃園機場，並於登機橋將疑犯移交予來台押解疑犯的港方警員，疑犯由港方警員陪同搭乘國泰航空航班飛返香港，令香港警方成功把疑犯拘捕歸案。

## 事態發展

### 港方稱陳同佳同意赴台「自首」
在陳同佳洗黑錢罪在10月23日刑期將屆滿前，身兼北京巿政協委員的香港聖公會教省秘書長管浩鳴的勸說下，陳願意就潘曉穎命案前往台灣「自首」且希望台灣當局免卻死刑，據指管浩鳴曾於9月底循管道會見中華民國內政部部長徐國勇。徐國勇在10月21日稱管浩鳴牧師當時是以「宗教領袖」身份請求會面，基於宗教事宜屬內政部主管事務於是照例接見，但管浩鳴獲接見時卻談陳同佳案，發現其目的並非討論宗教事務，於是表明涉及陳同佳的通緝及司法互動等事宜都不宜由內政部回答，亦未有答覆任何承諾，管浩鳴在一周後再次來台及要求再次見面，他即予拒絕接見。而負責安排會面的國策顧問黃承國在立法院表示，管浩鳴牧師是透過教友牽線與他聯絡，管浩鳴給他印有「香港聖公會教省秘書長」的名片要求拜會內政部部長徐國勇，但管浩鳴沒有提及他有政協委員身分，於是安排管在9月25日下午與他一起前往拜會徐部長，黃表明若知悉管浩鳴是北京巿政協委員一定拒絕安排會面。
2019年10月17日，中華民國法務部呼籲香港當局繼續扣押陳同佳以便追訴其牽涉的殺人罪。法務部表示陳同佳與被殺害女子都是香港居民，據了解香港檢察機關已經掌握很多未有提供予台方的在港證據，懷疑陳同佳可能在香港已經預謀犯案，因此香港並非沒有管轄權，而陳同佳涉嫌殺人是重大刑案且屬萬國公罪，香港檢察機關應持續積極偵辦，還受害人及其家屬公道。法務部又表示士林地檢署曾經兩次向港府提出司法互助請求，並發布通緝要求遣送陳同佳到台灣接受調查，但港府都未有回應。
2019年10月18日晚，香港政府新聞處發出公報，指行政長官收到陳同佳的來信，表示決定刑滿後就他涉嫌的殺人案到台灣「自首」，並請特區政府協助安排相關手續。公報稱香港警務處已向台灣的內政部警政署刑事警察局發函表達陳同佳「自首」的意願，同時向台方表示港方會協助陳同佳作出相關安排，並樂意向台方提供一切所需的合法可行協助。
臺灣士林地方檢察署在10月19日發出聲明，由於檢方已於去年對陳同佳發出時效至2055年的通緝令，所以陳嫌已不符合自首要件，無法藉由「自首」獲得刑度的寬減，即使自願入境台灣接受偵查及審判，亦僅能稱作「投案」。檢察署的聲明又提到檢方在辦案期間曾透過法務部請求香港方面協助調查及取證，並要求遣送陳嫌來台接受偵審，惟至今均未獲回覆。

### 台方對陳同佳入境管制及要求港方司法互助
2019年10月20日，中華民國内政部移民署將陳同佳及勸說其來台投案的牧師管浩鳴註記管制，不能在網上辦理電子簽證或以落地簽證入境台灣。对此，香港特区政府发表声明，称陈同佳此次是自愿「自首」，“不涉及政治操作”，应按一般自愿「自首」情况处理。而对早前台方质疑香港并非没有此案的司法管辖权，该声明称香港律政司已就此案考虑了警方调查及证据，同时指称“对于无中生有，凭空捏造的说法，表示深切遗憾”。
2019年10月，中華民國法務部表示，早於2018年春天已向香港政府提出移送被告到台灣接受偵審，但未獲回覆。而香港警方本身亦應掌握陳同佳在香港預謀犯案的證據，因此在香港亦可有管轄權。再者陳同佳之罪屬於萬國公罪，香港警方亦應可依司法程序偵辦。法務部回應顯示香港政府推卸責任刻意放棄司法管轄權，別具用心。
根据自由时报报道，中華民國大陸委員會在香港政府指陳同佳希望來台「投案」後表明「堅持要求港府在願與我方司法合作、彰顯司法正義的基礎下，把完整罪證交給我方，才會讓陳同佳等人入境，『不可能讓港府為所欲為』」。并表示本案嫌犯與被害人皆為香港居民，惟港方對之前多次的司法互助請求已讀不回。現陳同佳出獄在即，竟意圖規避其應有的司法管轄權，急於將嫌犯脫手，顯然其並非以法治、彰顯公義為主要考量，質疑香港方面有人藉本案政治操作。陸委會又呼籲港府應循司法互助途徑處理，移交完整罪證予以偵審，並必要先對相關人員入境採取管制作為。
2019年10月21日，陸委會就香港特区政府声明反驳称，台湾与香港间不能進行司法互助協商的原因是香港將台灣視為中國一部分，反问香港為什麼不能跟台灣洽簽司法互助協議。

### 台方提出派員押解遭港府拒絕
中華民國大陸委員會副主委邱垂正於2019年10月22日午後召開的記者會上表示，鑑於香港政府以政治理由，推拖為香港市民聲張正義的責任，因此台方決定在陳同佳在港刑滿出獄前，尋求港府同意台方於明日派出檢警前往香港把陳同佳押解到台灣受審，並已於下午致函及致電港府提出請求，法務部亦表示已針對押解港女命案凶嫌成立專案小組，期望港府基於司法互助精神協助台方人員押送陳同佳到台灣受審，台方並要求港府提供陳同佳的認罪書、庭訊口供及在港尋獲的罪證，以免在台審理時因證據不足而無法有效追訴。
法務部部長蔡清祥在記者會上提出三項原則，第一項是「台港均有司法管轄權」，港府在陳同佳羈押期滿前有職責追訴犯行，應考量到港人港審的優先性與便利性，由港方優先審理；第二項是「司法沒有空窗期」，台港都應負起責任不能讓殺人兇手任意遊走；第三項是「絕不會私了，更沒有拒收問題」，中華民國從未放棄管轄權，會透過司法互助正式管道與港方辦理本案，也絕不會卸責。蔡清祥認為本案可先由香港法院裁定管轄權的問題，若裁定沒有管轄權，台灣司法單位願意與港府共同討論，而考慮到家屬心情，港府也應該優先審理此案。邱垂正在記者會上指称港府為推動「送中條例」而迴避台港司法互助途徑，始終不願對台港司法互助協議作正面回應，又提到「連北京都可以跟台灣談司法互助協定，為什麼就林鄭月娥不行」，希望港府以務實及平等互惠的態度共同打擊犯罪。對於殺人嫌犯可能逍遙法外，台方不能坐視不理，香港不審，台灣來審，要求港府協助台方派員到香港確認陳同佳身份並帶回台灣，希望案件能夠圓滿處理，正待港府能正面回應。
香港特别行政区政府于10月23日凌晨发布新闻公报《台湾无权派员到港押解疑犯》，认为台湾蔡英文政府欲派遣检察官来港执法是“跨境执法，不尊重香港的司法管辖权，完全不能接受”。香港政府表示“杀人案发生在台湾，死者尸体、主要证人、证物及相关证据都在台湾。台湾对本土杀人罪行绝对有司法管辖权”。同时，港府驳斥了蔡英文政府关于香港应该侦办此案的说法，表示“任意要求检察机关在没有充分证据和法律基础的情况下提出起诉，既不负责任，也不符合秉行公义的原则”。同时，港府指称港府曾提出3月份派遣代表团赴台商议此案但一直未获正面回应，并“對台方仍然坚持香港无意受理，这不反映事实，特区政府对此表示失望”
。
中華民國大陸委員會在港府拒絕押解陳同佳的要求後，副主委兼發言人邱垂正也於凌晨表示，若然兇嫌從此逍遙法外，恐將有逃亡、串證、湮滅證據之虞；港府如不提供相關卷證資料，案件也無法順利偵辦，司法正義亦無法伸張。若導致該等後果，港府必須負完全責任。
香港特别行政区政府律政司回应称，香港“只有足夠證據控告疑犯清洗黑錢的罪名”，基于香港普通法的「一罪不能兩審」原則，若疑犯在港被判無罪，他於另一個司法管轄區未必能夠就同一罪行再被起訴，最終可能不需要負上相關的法律責任。香港律師黃國桐表示，台灣即使屬大陸法系，却也有「一罪不能兩審」原則，即便港台司法體制不同，但同樣原則存在，并且台湾的「一罪不能兩審」判例多于香港。

### 陳同佳處理犯罪得益罪刑滿出獄
2019年10月23日早上9時，陳同佳處理犯罪得益罪刑滿出獄。陳同佳在獄方人員帶領下步出壁屋懲教所，並在身兼北京市政協委員的香港聖公會教省秘書長管浩鳴牧師陪同下，於監獄外向受害者潘曉穎的父母和香港人致歉，並表示「願意為自己的衝動與犯下的錯事，赴台灣『自首』，服刑受審」。
香港保安局局長李家超表示，陳同佳出獄後已是自由人，港府無權採取管制性措施，強調台灣在港並無司法管轄權。他批評台灣方面不停改變立場，節外生枝，要求台方接受陳同佳來台「自首」，否則是不負責任。
中華民國內政部在10月23日早上澄清台灣從未限制陳同佳入境，只是拒絕其辦理電子簽證。對於港府宣稱台方禁止陳同佳入境並要求台方取消對其入境管制一事，內政部次長陳宗彥批評港府的說法不符事實，強調台方僅禁止網簽，並無禁止陳同佳入境。內政部指称電子簽證是提供予觀光客或商務人士使用，但陳同佳目前是通緝犯，並不是觀光客或商務旅客，因此陳同佳必須臨櫃申請入境，以便掌握他的行蹤，確保飛行安全。
中華民國總統蔡英文在10月23日早上表示陳同佳案只有「逮捕」沒有「自首」，又稱台方已經說過很多次，案件的加害人和受害人均為香港居民，台灣政府亦已一再強調不會放棄管轄權，但既然港府不願行使管轄權為受害香港人伸張正義，那就由台灣處理。她又指陳同佳已是一個被通緝的疑犯，因此不存在「自首」的說法，只有「逮捕」，要求港府不要迴避台方就本案要求提供司法協助的事實。陸委會亦指称依據台灣法律，嫌犯被通緝後便不符合「自首」條件，期望港府熟讀並尊重台灣的法律與制度。士林地檢署亦指陳同佳被發出通緝令後已不符合「自首」條件，不能以「自首」為由要求減刑。
管浩鳴同日下午透露，原本已購買當天最早約7時起飛赴台的機票，又獲得特殊安排讓陳同佳提前出監，但由於台方限制他們二人入境，立場搖擺，索性取消機票，待情況明朗後再做決定。

### 台方已準備陳同佳到台灣受審
陸委會於10月23日下午表示陳同佳是通緝犯，因此不可以採用「自由行模式」赴台，並已正式通知港府，中華民國內政部警政署下轄的刑事警察局已設立單一窗口供陳同佳直接聯絡及安排前往台灣的相關事宜。陸委會稱刑事警察局需設立單一窗口，是因為港府至今「仍無法掌握陳嫌何時要前來台灣」，又表示若港府在昨日能正面迅速回應台方有關派員來港將陳同佳帶回台灣的要求，這種不確定的情況應不會發生。內政部表示陳同佳是通緝犯，並不是觀光或商務旅客，因此不能申辦電子簽證，但沒有被禁止入境。台方表示一直秉持三點原則辦理陳同佳案，包括確保全程掌控陳同佳行踪，沒有「自由行模式」；確保陳同佳可登機赴台，沒有拒收問題；以及確保陳同佳赴台過程安全。陸委會強調陳同佳案「在台灣沒有政治操作的問題，也沒有司法不公的疑慮」，相關人士若真心要協助陳同佳赴台面對司法，「實不宜再發表毫無必要的政治言語」，這樣對處理案件毫無助益。
內政部長徐國勇指出入境「註記」屬於列管，並非禁止入境，只是不得網上申請電子簽證及不能落地簽證，需要以紙本文件臨櫃申請入境台灣，而陳同佳是通緝犯，當然不能對其批出自由行簽證，因為台方如未能掌握陳同佳乘坐哪班機來台，將會影響到飛行安全，徐國勇又稱「你坐飛機，發現旁邊是殺人犯，感受是什麼？」
法務部指称台灣希望派員來港並非港府所說的跨境執法，而是基於港府曾承諾提供合法協助，過去台灣警方亦曾在逮捕殺人犯後移交予香港警方帶走的司法互助先例，因此無法理解港府所稱不尊重香港司法管轄權的指責。法務部強調提出由台灣派員赴港，是希望與港方接洽，諮商接人及索取證物的事宜，以確保疑犯可順利歸案及合法取得在港證據，強調並不是要「跨境執法」。
陸委會強調派員赴港帶疑犯返台灣，「是請香港政府同意，共同配合執法，這就是司法互助，舉世皆然」。台方又指出自去年初案發後，台灣方面已展現願與港府合作的高度誠意卻遭港方無視，「我們要正告港府 ，一切惡果，都應由港府承擔」。而香港政府在10月24日有內部消息指出，陸委會在10月22日向港府提出派員到香港將陳同佳帶回台灣，台方在信函中是用派員「陪同」而不是「押解」，台方並建議採用在香港簡稱「石棺案」的荃灣灰窰角街工廈水泥藏屍案類似的模式，台灣警方曾於2016年配合港方要求，拘捕潛逃台灣的疑犯後，再於台灣桃園機場將疑犯移交給香港警方，疑犯在香港警員陪同下搭乘國泰航空的航班飛返香港歸案，但潘曉穎命案如要採用「石棺案」模式將陳同佳移交台灣警方，再由台方人員陪同返回台灣，港府有消息認為這須要有比執法機關更高層次者達成共識後方能執行。另外在同日香港有消息指陳同佳在出獄後獲香港警方24小時保護及入住警方安排的安全屋，屋內有電腦及手機等物品供他與外界聯繫，至於陳同佳的父母在他出獄前已經離開九龍灣啟晴邨的住處前往深圳避開傳媒追訪。
10月24日，陸委會主委陳明通於立法院內政委員會備詢時表示，陳同佳案的最新進度是台灣已經通過臺港經濟文化合作策進會與港府成立的港台經濟文化合作協進會建立管道及投案窗口，請香港方面告知陳同佳投案窗口在哪裡，「所以他（陳同佳）現在可以來投案了！」。
10月25日，香港方面有消息指陳同佳有意在明年中華民國總統選舉後才前往台灣，內政部長徐國勇到警政署參加選舉治安聯合指揮所揭牌儀式時回應，他稱陳同佳隨時都可以申請簽證來台灣投案，台方已有專責小組負責，對口單位已準備好，相關單位可立即將陳同佳帶回偵辦。徐國勇又強調台方對本案沒有政治或選舉考量，他還稱陳同佳拖延來台並非藐視台灣司法，而是藐視香港司法，「香港讓殺人犯趴趴走（周圍走）、自由行三個月，香港人民受得了嗎？」
香港特區政府在10月25日晚上發出新聞稿，稱已就陳同佳自願到台灣接受審訊一事與台方聯繫及溝通。港府在新聞稿指陳同佳已刑滿出獄，回復自由，他何時赴台是他的個人意願，港府必須尊重亦不能強制，又提及為確保陳同佳可順利入台，「港方呼籲台方盡快掃除陳入台障礙，將事情回歸司法處理。」港府在新聞稿中指香港不審是完全失實，而陳姓疑犯到台灣接受審訊的意願是出自他本人，台方不應胡亂炒作其動機及將事件政治化，其決定可被視為對死者及其家屬一個應有的交代，亦是對台方司法制度的尊重。
陸委會於10月26日凌晨發出聲明回應港府在25日晚上的新聞稿，聲明提到台方已經指定單一窗口給港方，陳同佳與家屬來台並無障礙，港府的責任感及疑犯的真實意願，是本案的唯一關鍵，港方無須多言，只要付諸行動。行政院長蘇貞昌在26日早上批評香港政府在處理陳同佳案過程中的態度變來變去，並讓陳同佳現時到處遊走，他表示台方的態度始終一致，就是「香港不辦台灣辦」，若果陳同佳來台必定立即逮捕法辦。蘇貞昌批評港府不願意司法互助之外，也不理會台灣政府的請求，陸委會又強調台灣的司法保障每一個人都會受到公平審判，若以不能受到公平審判而不投案是沒有必要的「心理障礙」。總統蔡英文在26日稱「希望香港政府可以盡快把嫌犯及相關掌握事證交給我們」，盡早展開完整的偵查程序，否則時間越拖，偵辦的困難會持續增加，令後續司法處理的障礙越來越大，而對於陳同佳可能在明年總統選舉後才到台灣投案，蔡英文稱現在的消息有點混亂，不知誰真的可代表陳同佳。

### 香港警方與台方投案窗口聯繫
台方的刑事警察局透露，香港警務處曾於25日晚9時許通過社交媒體LINE與台方建立的投案窗口聯繫，表達陳同佳願意來台投案，希望協助陳同佳和其家屬來台投案的簽證及相關事宜，刑事警察局亦補充目前無法判定陳同佳的意願及來台時間，但會提供來台投案的協助並循例派員赴香港帶人。台灣方面在27日有消息指陳同佳出獄當天，原本是按照全国政协委员、香港聖公會牧師管浩鳴的安排，在香港當局安排下提早出獄並乘坐清早7時的航班赴台，令台灣當局措手不及，但台方認為陳同佳以「自由行」來台是罔顧飛行安全與其他旅客的權益，所以台方已經在香港部署警務人員，計劃在機上進行逮捕，但由於陳同佳延遲來台，而且刑事警察局已建立台港間的投案窗口，所以台方的警員已經撤離香港。
香港特首林鄭月娥在10月29日召開香港行政會議前稱聖公會教省秘書長管浩鳴有與她聯絡，因為過去一周的訊息比較混亂，陳同佳與家人需要研究及釐清訊息，確保他在台有公平審訊，林鄭表示目前不掌握陳同佳何時離開香港到台灣。又稱陳同佳到台灣不涉及政治操作，香港政府的角色是在陳同佳要求下提供適當協助，林鄭又強調陳同佳是已經服刑完畢的自由人，政府完全無法律基礎扣押他、檢控他或押送他到其他地方。

### 潘母促陳同佳赴台投案及對引發連串事件感內疚
2020年9月21日《立場新聞》刊登潘曉穎母親接受專訪的報導，潘母稱每逢佳節將至總會格外思念女兒，但過去的兩年零七個月，只能與女兒在夢中相見，她又稱在2017年暑假已知曉穎結識了陳同佳，當時並不贊成女兒與陳來往。潘母提到台灣當局一早已經與香港警務處開通供陳同佳投案的「單一特別窗口」，她此刻最希望台灣及香港可以盡快協調，令陳同佳到台灣投案，不要讓陳同佳再拖時間，否則她難以釋懷。潘母透過《立場新聞》向協助陳同佳的聖公會教省秘書長管浩鳴發訊，質疑陳同佳早於2019年10月已找律師協助，台灣當局亦已設立投案窗口，陳同佳登上飛機即可投案，要求陳同佳一方給予確實的投案日期。對於女兒的命案引起香港連串動盪，潘母表示感到非常難過，她續稱得知女兒被殺後感到徬徨無助，她是在朋友介紹下找政黨民建聯協助，她只要求香港與台灣進行司法互助處理女兒案件，當時不知道會引起連串事件，現在卻感到非常內疚。
潘曉穎母親要求陳同佳到台灣投案的專訪刊登翌日，特首林鄭月娥在主持行政會議前回應有關報導，林鄭月娥稱陳同佳從法理上來說是「自由人」，在香港司法區內已沒有什麼可以做，無基礎可以要陳同佳做什麼，她又稱看不到由港府出面有什麼好處；至於使用公帑讓陳同佳繼續入住警方提供的安全屋的記者提問，林鄭月娥則沒有作出回應。林鄭月娥又稱從聖公會教省秘書長管浩鳴口中得知陳同佳自責及有意投案，但因政情及疫情未能赴台。管浩鳴回應稱他與陳同佳及其家人的傾談中，相信陳同佳最終會承擔責任，到台灣自首；對於潘母要求給予確實投案日期，管浩鳴稱「我不是陳同佳代言人」；潘母則透過媒體回應管浩鳴，要求陳同佳出來親自交代投案的事宜。台灣陸委會發言人邱垂正表示，台港雙邊已經建立了單一聯繫窗口，隨時可以透過窗口作聯絡安排，並強調案件唯一的關鍵在於港府的責任感，以及陳同佳真實的投案意願。

## 各界反應

### 台方提出派員赴港前
前總統馬英九在10月20日就入境管制陳同佳一事批評現任總統蔡英文，馬哽咽稱「這是一條人命，將心比心，我也是兩個女兒的爸爸，想到被害人爸媽心中的痛，我非常難過，蔡總統，您不在乎，我們在乎」，還稱「因為政治理由棄人權人命於不顧，自我閹割司法管轄權，有違為受害者討回公道的普世價值」。惟中華民國內政部指称從未禁止陳同佳入境台灣，只是拒絕其辦理網上簽證。
民進黨主席卓榮泰譴責馬英九眼淚流的不是時候，政府不會因馬英九的幾滴眼淚就喪失堅持國家主權和司法獨立立場。
台灣智庫諮詢委員、民进党中国事务部前主委董立文則認為管制入境的做法正確。他表示因在目前港方沒有提供相關罪證、沒有司法合作下，台灣司法機關完全無法掌握陳同佳是否屬預謀犯案或意外殺人，即使自行來台投案也無法偵辦，若同意陳同佳入境就等於放行一個殺人犯進入台灣，徒添治安風險。
中時電子報評論稱，蘇貞昌直接把全案說成是香港特首林鄭月娥的陰謀；而曾為大律師、昔日強力主張司法管轄權就是主權的徐國勇，竟樂於放棄主權，稱陳案應由港府承審，周錫瑋批評蔡英文放棄司法管轄權，認定她是在賣台。
東森新聞台關鍵時刻在10月21日的節目來賓陳東豪表示「法務部正在跟香港要資料，也就是預謀殺人的證據，必須是港府蓋章，台灣法院才能使用的，這個章蓋下去倒楣的是國民黨，如果港府蓋章下去，就是承認中華民國政府的司法主權，這時候換蔡英文撿到槍，林鄭月娥能給嗎？」。節目主持人劉寶傑表示：「真正的選舉高手像是徐國勇這種，馬上轉了，只要陳同佳現身機場就逮捕，那轉了之後國民黨要怎麼辦？」，東森新聞在24日報導陳同佳赴台投案是藍營與林鄭月娥為首的港府為擺脫反送中困局和打擊蔡英文管治威信所作的精心安排。
新黨副總統參選人陳麗玲於10月21日在臉書表示，可先讓陳同佳去中國大陸自首，然後由兩岸司法互助程序，在一中框架下協商移交陳同佳。
曾任最高法院檢察署特別偵查組組長的張進豐律師認為，雖然台灣對陳同佳所涉的命案具有司法管轄權；但本案中的被告和被害人家屬都身在香港，「港人港審」確實比將陳同佳專程送來台灣受審，更為符合人道與效益；至於香港是否對此案具有司法管轄權，應由香港法院裁定，並非香港行政部門說沒有就沒有。
民間人權陣線在社交網站批評林鄭月娥当日強行通過《逃犯條例》，不惜破坏香港独立司法管辖权，现在拒绝台湾请求，林郑的「初心」由始至终就是利用陈同佳案出卖香港！而香港網友得知林鄭月娥的意圖后，作出截圖諷刺諷刺林鄭月娥這一行為。

### 台方提出派員赴港後
陸委會在10月22日下午表示鑑於港府以政治理由推拖為香港市民聲張正義的責任，宣佈將派員赴港押解陳同佳回台灣受審，還稱「香港不審，台灣來審」。雖然台灣當局稱從來沒有禁止陳同佳入境，但部分政界人士認為是台方轉變了態度，而各方人士的態度亦有所轉變。
香港行政會議成員、资深大律师湯家驊10月23日接受香港電台《千禧年代》訪問時表示本地的移交犯人條例及司法互助協議不適用於台灣，不可運用司法渠道將陳押解去台灣，批評台灣不接受陳自首是缺乏法律基本知識，亦不認為有關做法是矮化台灣所謂的主權。同时，他指称，若台要派執法人員押解陳同佳，只可以到機場的轉機處等候，並由機管局協助安排，由陳同佳自行過境，與執法人員匯合並返台。湯強調，執法人員不可以入境香港宣示執法，以及強制性押解陳同佳出境，相信這是唯一可以處理、無爭議的方法。
香港立法會內屬於建制派的經民聯議員梁美芬在商業電台《在晴朗的一天出發》的訪問中批評台方請求派員來港是不尊重香港普通法制度，對於台方認為陳同佳在香港已有預謀殺人，梁美芬強調在憤怒下殺人與有預謀殺人是不同的，她認為台方在法律上對陳同佳已有偏見，無信心陳同佳在台灣獲得公平和公正審訊，梁美芬認為陳同佳自首無須急於一時，她在電台節目中提議陳同佳在台灣明年總統大選後才到台灣自首。
香港立法會議員，新民黨主席葉劉淑儀認為香港政府應要求台方承諾不對陳同佳執行死刑，葉劉稱一旦陳同佳抵達台灣，她會致函台灣促請不要判陳同佳死刑。
台灣人權促進會執委律師翁國彥在10月23日表示，台港兩地在沒有司法互助的基礎下，即使港方提供證據也會在審訊時受到質疑，而沒有明文協議的正式途經下從港方獲得的證據，或會對陳同佳案的審判造成影響。他又提到台灣近年判處死刑的案件已較九十年代大為減少，但仍不能排除被判處死刑的可能，他又認為台灣當局不可能作出不判死刑的承諾。
台北市长柯文哲稱對於處理陳同佳來台投案，平常心就好，該怎麼做就怎麼做，柯稱「他投案就給他投案，你何必一定要去牽扯上什麼主權」，柯批評蔡英文是「看報治國啊、看民調治國啊」。
高雄市市长韓國瑜批評台灣當局做法是“髮夾彎”，韓又稱「最會維護台灣的主權，但是沒有想到這幾天的變化很明顯，是放棄了台灣的主權，那麼因為整個台灣人民的憤怒就飛出來了，趕快正式再轉彎」。
前總統陳水扁在10月23日透過一邊一國行動黨媒體群組表示，「陳同佳在台犯下殺人棄屍案，不管用什麼片面名義來台，先抓起來繩之以法就是，還要那麼多政治考量的理由幹嘛？」他也說，「原來為了陳同佳是否來台受審，台、中、港都在做政治考量。」陳水扁指称香港政府在兇案被揭發後，以港台並無司法互助簽署而拒絕遣送陳同佳來台受審，港府並以遣送陳同佳來台受審為藉口修改「逃犯條例」，修法內容原本只有台灣，後來卻加上中國大陸與澳門，而台灣陸委會今年5月還公開向港府喊話，「不用修法，也可以馬上送過來」，「顯示港府對移送陳同佳是百分之百的政治操作」。

### 台方建立投案窗口後
香港電台於10月27日在維多利亞公園舉行的《城市論壇》以「港犯赴台掀爭議，司法公義怎彰顯」為主題邀請四位嘉賓公開討論陳同佳案。身兼港區人大代表的行政會議成員葉國謙認為香港政府在此案已沒有大角色，社會應尊重陳同佳自首的意願，由陳自行決定何時赴台自首。 香港教大亞洲及政策研究學系講師蔡俊威認為港方不應透過管浩嗚牧師代言，港府應通過官方渠道與台方溝通如何移交疑犯。公民黨立法會議員楊岳橋稱台灣士林地檢署在2018年曾經三度向港府尋求合作，但港府已讀不回，而他早前提出有關「域外法權」的私人條例草案，建議通過修訂《侵害人身罪條例》處理，但政府反而強行推行修訂逃犯條例，才會導致疑犯仍然逍遙法外。楊岳橋又稱港府應向台灣提交手上掌握的證據，包括陳同佳在警誡下承認殺人的口供，但葉國謙認為陳同佳可到台灣再錄口供，楊岳橋反駁指港府如不將陳同佳的口供交予台方，陳同佳或於台灣行使緘默權不承認殺人。在台灣政大主修國際法的時事評論員譚志強指將香港人由無死刑的地方送往有死刑的地方受審已經很大問題，他認為陳同佳案必須以「港人港審」方式處理，港府應修訂法律改為「屬人原則」，譚志強強調陳同佳現階段到台灣投案將得不到公平審訊及很大機會被判死刑，又稱即使陳在台灣總統大選後才赴台投案結果恐也一樣。
曾經修讀台大法律學系的香港律師黃國桐，認為焦點應放在台港兩地哪一方掌握充足證據及可公平審判，他指台灣雖然是犯罪行為發生地，但重要的核心證據，如陳同佳的通聯紀錄、人脈關係、閨密證詞及訂購機票等資訊，港府的掌握必定比台方多，如果陳同佳在香港已經策劃犯案，香港並非沒有管轄權。陳同佳即使赴台受審，港府若不把在香港取得證詞交予台方，也難以挖掘案件的真相，代表陳同佳出庭的台灣律師若不能取得香港方面的證詞也難以替陳辯護，黃國桐懷疑陳同佳可能連赴台受審的權利都不清楚。